# Deva Raya I
Deva Raya I (1406-1422), fue el sexto emperador del Imperio Vijayanagara, miembro de la dinastía Sangama. Acogió y protegió al poeta Madhura, como en su día hizo su padre Harihara II.
A la muerte de Harihara, sus hijos se disputaron el trono del Imperio. Tras una corta guerra civil Deva Raya resultó vencedor, pero durante el caos el Imperio perdió una considerable parte de su extensión frente a enemigos externos, y Deva Raya consagró su reinado a luchar contra los sultanatos del Decán para reconquistar el Imperio de su padre. Una vez estabilizada la situación interna, la única crisis que tuvo que afrontar su gobierno se debió a una disputa territorial entre el Shanka Jainalya del distrito Gadag y el templo Somesvara, que se resolvió de forma amistosa.
El escritor persa Ferishta es autor de una narración protagonizada por el rey Deva Raya, en la que el monarca se enamora de una joven de Mudugal (en el distrito Raichur) y la situación desemboca en una guerra contra el Sultanato bahmaní y en la subsiguiente derrota de Deva Raya, si bien no hay restos arqueológicos que sustenten esta epopeya.
Según Niccolò Da Conti, que visitó Vijayanagara en esta época, la ciudad medía casi 100 kilómetros de diámetro.